# Nadbrzeże

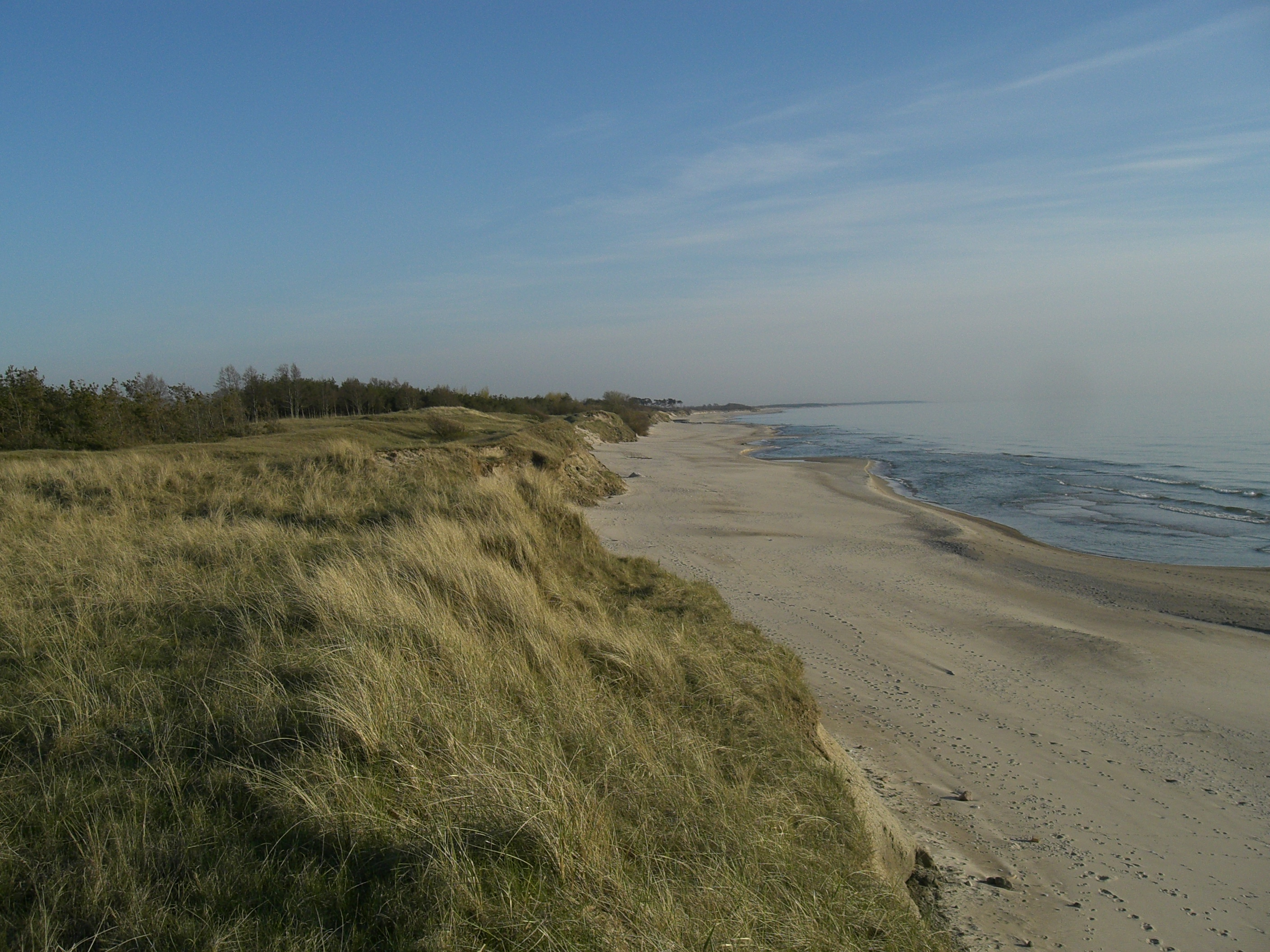
Nadbrzeże na północ od Lipawy (Łotwa)

Nadbrzeże – część strefy brzegowej przylegająca bezpośrednio do brzegu morskiego od strony lądu. Przeważnie na nadbrzeżach występują wydmy. Nadbrzeża są zalewane przez wodę tylko przy wyjątkowo silnych sztormach.